# Omen
Az Omen magyar heavy metal együttes, melyet 1990-ben az ország akkori legnépszerűbb heavy metal zenekaraiból (Pokolgép, Ossian, Szekeres Tamás Project) kivált tagok alapítottak. Egy hároméves időszakot leszámítva az együttes folyamatosan működik. Eddigi pályafutásuk alatt tíz stúdióalbumot készítettek.
2015-ben a legnagyobb hatású magyar metal-albumok listájára felkerült az Omen Jelek című nagylemeze a 6. helyen.

## Története
Az indulásakor egyfajta szupergruppként beharangozott csapatot eredetileg Kalapács József énekes (ex-Pokolgép), Nagyfi László gitáros (ex-Pokolgép), Nagyfi Zoltán dobos (ex-Ossian), Ács András basszusgitáros, valamint az instrumentális gitáralbumáról külföldön is ismert Szekeres Tamás alkotta.
1991 és 1995 között évente jelentették meg egyre sikeresebb albumaikat. Az 1994-es Jelek című albumon Szekeres helyét Sárközi Lajos vette át, és az Omen ezzel a lemezzel érte el pályája csúcsát. Az évtized második felében pályatársaikhoz hasonlóan ők is válságba kerültek. 1997-ben kijött a klasszikus Omen-vonaltól eltérő ötödik stúdióalbum (Idegen anyag), majd 2000-ben távozott a frontember Kalapács József, az Omen pedig felfüggesztette működését.
2003-ban váratlanul újra felbukkant a csapat egy új frontemberrel, a Való Világ tévéműsorban Oki művésznéven szerepelt Pintér Zoltánnal. További változások a felállásban, hogy Nagyfi mellett a másik gitáros Daczi Zsolt (ex-Bikini), míg a basszusgitáros Vörös Gábor (ex-Ossian, Fahrenheit) lett. Okival egyetlen lemez készült, a Tiszta szívvel. Ezek után csatlakozott az Omenhez Gubás Tibor (ex-Tirana Rockers) énekes. A 2006-ban kiadott Hetedik nap album végre ismét pozitív fogadtatásban részesült. A sikeren felbuzdulva újra felvették a 2003-as album dalait és Agymosás címen immár Gubás Tibor énekével adták ki ismét.
2007 nyarán súlyos tragédia érte a zenekart, amikor a hosszú ideje betegeskedő Daczi Zsolt elhunyt. Az Omen nem keresett új gitárost, négyesben folytatták, majd 2008 nyarán Szijártó "Szupermen" Zsolt gitáros csatlakozásával újra kvintetté váltak. 2009. március 31-én az Omen hivatalos honlapján jelentették be, hogy az új énekes Koroknai Árpád (ex-Szfinx, P. Box) lett. Az új felállás első közös albuma 2012 áprilisában jelent meg Nomen est omen címmel. 2013 első napjaiban bejelentették, hogy Szíjártó Zsolt gitáros elhagyta az együttest. Helyére Nagy Máté került. 
2015-ben, az Omen megalakulásának 25 éves évfordulóján, új stúdióalbumot adott ki az együttes Huszonöt év címmel, mely a megjelenés hetében a Mahasz Top 40 albumlistáján a 3. helyen nyitott. 2017. május 6-án Vörös Gábor basszusgitáros bejelentette, hogy kilép a zenekarból. Helyére 2017 júniusában Mezőfi József (Akela, Invader , Cool Head Klan) érkezett.
2019 májusában 10 év után Koroknai Árpád énekes is távozott, mivel nem tudott párhuzamosan két zenekarban is teljesíteni (Omen, P. Box). Helyére Molnár Péter "Stula" (Mobilmánia, Vegas Mafia, Crazy Granat, Stula Rock) érkezett. Már az ő hangjával jelent meg az együttes legújabb albuma, július 12-én, Halálfogytiglan címmel. A zenekar 2020. március 3-án bejelentette, hogy Nagy Máté gitáros elhagyta a zenekart (a Kikalapált dalok Kalapács-tribute lemezre egy dalt még feljátszott, majd 2023-tól végleg a Kalapács tagja lett), helyére a korábban az Akela soraiban is megforduló Tóth Károly "Kártmen" került.  2021 nyarán jelent meg a Best of Omen - 30 év című dupla válogatásalbum, melyen a lemezre került dalokat az új énekes, Stula újra felénekelte. A lemez a Mahasz Top 40 lemezeladási listán a 2. helyig jutott. 2022 februárjában mutatta be az M2 Akusztik című tévéműsor az Omen unplugged koncertjének felvételét az A38 Hajóról.
2023 decemberében újabb változás történt a basszusgitár poszton : Mezőfi József helyét a korábbi Pokolgép és Rockwell, jelenleg Totális Metal-tag, Nagyfi László régi harcostársa, Pazdera György vette át.
2025 áprilisában jelent meg a 35 éves együttes új lemeze, Kell az Ima címmel, Horváth Attila helyett immár Kovács Enikő "Edyko" dalszövegeivel.

## Tagok
Jelenlegi tagok
- Molnár Péter  "Stula" - ének (2019–)
- Nagyfi László - gitár (1990–2000, 2003–)
- Tóth Károly  - gitár (2020–)
- Pazdera György - basszusgitár (2023–)
- Nagyfi Zoltán - dob (1990–2000, 2003–)

Korábbi tagok
- Kalapács József - ének (1990–2000)
- Szekeres Tamás - gitár (1990–1993)
- Ács András - basszusgitár (1990–2000)
- Sárközi Lajos - gitár (1993–2000)
- Pintér 'Oki' Zoltán - ének (2003)
- Gubás Tibor - ének (2003–2008)
- Daczi Zsolt - gitár (2003–2007)
- Szíjártó Zsolt - gitár (2008–2012)
- Vörös Gábor - basszusgitár (2003–2017)
- Koroknai Árpád - ének (2009–2019)
- Nagy Máté - gitár (2013–2020)
- Mezőfi József - basszusgitár (2017–2023)

Idővonal

## Diszkográfia
- Feketében (1991)
- Brutális tangó (1992)
- Anarchia (1993)
- Jelek (1994)
- Koncert (1994) - koncertalbum
- Idegen anyag (1997)
- Tiszta szívvel (2003)
- Best of Omen (2004) - válogatás
- A hetedik nap (2006)
- Agymosás (2006)
- Nomen est Omen (2012)
- Huszonöt év (2015)
- Halálfogytiglan (2019)
- Best of Omen – 30 év (2021) - válogatás
- Kell az ima (2025)